# Tommi Huhtala
Tommi Huhtala (Tampere, 7 dicembre 1987) è un hockeista su ghiaccio finlandese.

## Palmarès

### Mondiali
- 1 medaglia:
  - 1 argento (Bielorussia 2014)